# Unterseeboot UC-35
Pour les autres navires du même nom, voir Unterseeboot 35.
L'Unterseeboot UC-35 est un sous-marin (U-Boot) mouilleur de mines allemand de type UC II utilisé par la Kaiserliche Marine pendant la Première Guerre mondiale. Le U-boot a été commandé le 20 novembre 1915 et lancé le 6 mai 1916. Il a été mis en service dans la marine impériale allemande le 2 octobre 1916 sous le nom de UC-35.  En onze patrouilles, l'UC-35 a coulé 48 navires, soit par ses torpilles, soit par les mines qu’il a posées. L'UC-35 a été coulé par les tirs du chalutier armé l'Ailly au sud-ouest de la Sardaigne le 16 mai 1918 à 39° 48′ N, 7° 42′ E.

## Conception
Sous-marin de type UC II, l'UC-35 avait un déplacement de 427 tonnes en surface et de 509 tonnes en plongée. Il avait une longueur hors tout de 50,35 m, un maître-bau de 5,22 m et un tirant d'eau de 3,65 m. Le sous-marin était propulsé par deux moteurs diesel 6 cylindres à quatre temps produisant chacun 300 ch (220 kW), soit un total de 600 ch (440 kW), et par deux moteurs électriques produisant 460 ch (340 kW), actionnant deux arbres d'hélice.
Le sous-marin avait une vitesse maximale de 11,9 nœuds (22,0 km/h) en surface et de 6,6 nœuds (12,2 km/h) en immersion. Son autonomie était de 10180 milles marins (18850 km) à 7 nœuds (13 km/h) en surface, et de 60 milles marins (110 km) à 4 nœuds (7,4 km/h) en immersion. Il lui fallait 48 secondes pour plonger, et il était capable d’opérer à une profondeur maximale de 50 mètres.
L'UC-35 était équipé de trois tubes lance-torpilles de 500 mm, un à l’arrière et deux à l’avant, avec sept torpilles, et d’un canon de pont de 8,8 cm SK L/30. Mais son arme principale était ses six puits de mine de 1000 mm portant dix-huit mines UC 200. Son effectif était de vingt-six membres d’équipage.

## Affectations
- Flottille de Pola / Mittelmeer / Mittelmeer II : du 25 décembre 1916 au 16 mai 1918

## Commandants
- Kapitänleutnant Ernst von Voigt : du 4 octobre 1916 au 13 juin 1917
- Oberleutnant zur See Hans Paul Korsch : du 14 juin 1917 au 16 mai 1918

## Navires coulés
| Date             | Nom                            | Nationalité      | Tonnage | Destin    |
| ---------------- | ------------------------------ | ---------------- | ------- | --------- |
| 22 février 1917  | Nostra Signora Del Porto Salvo | United Kingdom   | 136     | Coulé     |
| 28 février 1917  | Cassini                        | France           | 970     | Coulé     |
| 28 février 1917  | Elisabetta Concettina          | Royaume d'Italie | 45      | Coulé     |
| 28 février 1917  | Giustina Madre                 | Royaume d'Italie | 35      | Coulé     |
| 3 mars 1917      | River Forth                    | United Kingdom   | 4421    | Coulé     |
| 4 avril 1917     | City of Paris                  | United Kingdom   | 9191    | Coulé     |
| 9 mai 1917       | Dio Ti Guardi                  | Royaume d'Italie | 11      | Coulé     |
| 9 mai 1917       | L’Oriente                      | Royaume d'Italie | 11      | Coulé     |
| 9 mai 1917       | Peppino Aiello                 | Royaume d'Italie | 111     | Coulé     |
| 9 mai 1917       | San Pietro                     | Royaume d'Italie | 11      | Coulé     |
| 10 mai 1917      | Leone Decimo Terzo             | Royaume d'Italie | 78      | Coulé     |
| 11 mai 1917      | Limassol                       | United Kingdom   | 100     | Coulé     |
| 11 mai 1917      | Luisa Madre                    | Royaume d'Italie | 85      | Coulé     |
| 11 mai 1917      | Carolina                       | Royaume d'Italie | 87      | Coulé     |
| 11 mai 1917      | Rosalia Madre                  | Royaume d'Italie | 95      | Coulé     |
| 11 mai 1917      | Sant’ Antonio                  | Royaume d'Italie | 40      | Coulé     |
| 16 mai 1917      | Hilonian                       | United States    | 2921    | Coulé     |
| 23 mai 1917      | Pipitsa                        | Grèce            | 224     | Coulé     |
| 24 mai 1917      | McClure                        | United Kingdom   | 220     | Coulé     |
| 25 mai 1917      | Nicolino                       | Royaume d'Italie | 121     | Coulé     |
| 26 mai 1917      | Risorgimento                   | Royaume d'Italie | 222     | Coulé     |
| 3 juin 1917      | Dockleaf                       | United Kingdom   | 5311    | Endommagé |
| 10 juin 1917     | Annam                          | France           | 6075    | Coulé     |
| 25 juin 1917     | Anatolia                       | United Kingdom   | 3847    | Coulé     |
| 9 août 1917      | Alfonso                        | Royaume d'Italie | 15      | Coulé     |
| 9 août 1917      | S. Gerlano                     | Royaume d'Italie | 11      | Coulé     |
| 14 août 1917     | Umberto I                      | Royaume d'Italie | 2766    | Coulé     |
| 17 août 1917     | Lorenzina Aiello               | Royaume d'Italie | 120     | Coulé     |
| 17 août 1917     | San Rossore                    | Royaume d'Italie | 5601    | Endommagé |
| 26 août 1917     | Maria Del Carmine              | Royaume d'Italie | 108     | Coulé     |
| 3 octobre 1917   | Elisa                          | Royaume d'Italie | 178     | Coulé     |
| 3 octobre 1917   | Giuseppe Ferrante              | Royaume d'Italie | 51      | Coulé     |
| 11 octobre 1917  | Cayo Bonito                    | United Kingdom   | 3427    | Coulé     |
| 11 octobre 1917  | Italia                         | Royaume d'Italie | 3456    | Coulé     |
| 11 octobre 1917  | Lovli                          | Royaume d'Italie | 7212    | Coulé     |
| 13 octobre 1917  | Tripoli                        | Royaume d'Italie | 1743    | Endommagé |
| 12 novembre 1917 | Anteo                          | Royaume d'Italie | 2774    | Coulé     |
| 22 novembre 1917 | Kohistan                       | United Kingdom   | 4732    | Coulé     |
| 23 novembre 1917 | Luigina                        | Royaume d'Italie | 278     | Coulé     |
| 26 novembre 1917 | Pontida                        | Royaume d'Italie | 5834    | Coulé     |
| 27 novembre 1917 | Thornhill                      | United Kingdom   | 3848    | Endommagé |
| 28 novembre 1917 | Albert Watts                   | United States    | 3302    | Coulé     |
| 4 décembre 1917  | Alberto Verderame              | Royaume d'Italie | 195     | Coulé     |
| 31 mars 1918     | Immacolata                     | Royaume d'Italie | 35      | Coulé     |
| 4 avril 1918     | Liberia                        | France           | 1942    | Coulé     |
| 5 avril 1918     | Camelia                        | Royaume d'Italie | 396     | Coulé     |
| 3 mai 1918       | Il Francesco                   | Royaume d'Italie | 116     | Coulé     |
| 5 mai 1918       | Carrione                       | Royaume d'Italie | 65      | Coulé     |
| 5 mai 1918       | Il Secondo                     | Royaume d'Italie | 203     | Endommagé |
| 9 mai 1918       | Deipara                        | Royaume d'Italie | 2282    | Coulé     |
| 12 mai 1918      | Pax                            | France           | 798     | Coulé     |
| 12 mai 1918      | Togo                           | Royaume d'Italie | 1484    | Coulé     |
| 15 mai 1918      | Villa De Soller                | Espagne          | 450     | Coulé     |